# Арышхазда
Арышхазда́ (тат. Арышһазда) — село в Пестречинском районе  Республики Татарстан Российской Федерации. Входит в состав Кулаевского сельского поселения.

## География
Село расположено близ автомобильной дороги Казань - Уфа, в 13 километрах к юго-западу от села Пестрецы.   

## История
Село известно с периода Казанского ханства. 
До реформы 1861 года жители относились к категории помещичьих крестьян (в числе помещиков были А.Н. Толстая, Ю.И. Мейснер, П.П. Толстой, генерал-майор А.Л. Корсаков, Д.А. Корсаков и другие). Занимались земледелием, разведением скота, пчеловодством, колёсным и кузнечным промыслами. 
В начале XX века в Арышхазде функционировали земская школа, 3 кузницы, хлебозапасный магазин, 2 мелочные лавки. В этот период земельный надел сельской общины составлял 726,2 десятины. До 1920 года село входило в Кулаевскую волость Казанского уезда Казанской губернии. С 1920 года в составе Арского кантона ТАССР. С 10 августа 1930 года в Пестречинском районе.

## Население
| 1782                  | 1859 | 1897 | 1920 | 1926 | 1949 | 1958 | 1970 | 1979 | 1989 | 2000 |
| --------------------- | ---- | ---- | ---- | ---- | ---- | ---- | ---- | ---- | ---- | ---- |
| 81 душа мужского пола | 435  | 632  | 835  | 966  | 669  | 625  | 335  | 202  | 174  | 146  |

## Экономика
Полеводство, молочное скотоводство, свиноводство.
Дачно-садоводческие участки, до которых в летний сезон из Казани ходит регулярный пригородный автобус.

## Транспорт
Пригородный автобус № 126 начал ходить в Арышхазду в начале 1990-х годов от улицы Космонавтов. В конце 1990-х он был перенумерован в № 326, в 2008 году — в № 116; упразднён в середине 2010-х. В 2000-х к нему добавились №№ 194 от Приволжского рынка (после 2007 года № 106с, упразднён в 2019 году) и 211 от Московского рынка (после 2007 года № 110с, упразднён в 2010 году). С 2017 года до села от Южного автовокзала начал ходить маршрут № 112.